# 小代優華
小代 優華（しょうだい ゆうか、1995年9月10日 - ）は、日本の元女優。セントラルグループ・セントラル子供タレントを経て、J-beansに所属していた。

## 出演

### テレビ番組
- ひとりでできるもん!どきドキキッチン（2002年 - 2004年、NHK教育） - 春野ゆうか 役
- 英語であそぼ FunFunFriday（2003年9月26日、NHK教育） - 春野ゆうか 役（ゲスト出演）
- 木曜時代劇 慶次郎縁側日記3（2006年、NHK） - 花ごろも少女 役

### 映画
- 姉のいた冬（2007年、陣内里也監督） - 吉永みち子 役

### CM
- アース製薬「アースうずまき香」
- ガリバー「いくらかチェック篇」
- がんばれ!ベアーズ（映画告知）
- 日立製作所「DVDカムWooo」
- マミー引越しセンター

### 舞台
- 劇団OPA公演 幕末純情伝（2007年） - かえで 役
- 劇団OPA公演 The last wish～嘘つきは泥棒の始まり?～（2007年） - 龍ヶ峰南 役